# Розенталь, Ури
Уриэль (Ури) Розенталь (нидерл. Uriël (Uri) Rosenthal; род. 19 июля 1945, Монтрё, Швейцария) — нидерландский политик, министр иностранных дел Нидерландов в правительстве Марка Рютте с 14 октября 2010 по 4 ноября 2012 года. Член Народной партии за свободу и демократию.
Родился в семье евреев-беженцев из оккупированных Нидерландов, которые в 1942 году бежали в Швейцарию через Францию. Вскоре после рождения Ури семья вернулась в Нидерланды. Окончил лицей в Гааге и Амстердамский университет, где изучал политологию. В 1978 году защитил докторскую диссертацию в Университете Эразма в Роттердаме. С 1980 года — профессор политологии и государственного управления в Университете Эразма, в 1987—2011 — профессор государственного управления Лейденского университета. В 1999 году был избран в Сенат от Народной партии за свободу и демократию, в 2005 году возглавил её фракцию в Сенате. После парламентских выборов 2010 года королева Беатрикс поручила ему ведение переговоров о формировании нового правительства. После формирования нового правительства во главе с Марком Рютте последний попросил его стать министром иностранных дел.
Розенталь — один из первых европейских официальных лиц, кто призвал к расширению санкций против Александра Лукашенко и его соратников после событий 19 декабря 2010 года. Розенталь назвал главным условием дальнейшего сближения Сербии с ЕС сотрудничество с Гаагским трибуналом. Также он выступает за мирные переговоры между Израилем и Палестинской национальной администрацией. В СМИ его называют «известным своими сильными произраильскими настроениями».